# Habibulá Khan
Habibulá Khan (también escrito Habibullah Khan) (Samarcanda, Uzbekistán, 3 de junio de 1872 - Kalagosh, Afganistán, 20 de febrero de 1919) fue el emir de Afganistán desde 1901 hasta 1919.

## Primeros años
Habibulá nació en Samarcanda, Uzbekistán, el 3 de junio de 1872. Era el hijo mayor del emir Abdur Rahman Khan y nieto de Mohammad Afzal Khan. Tenía un hermano menor, Nasrullah, nacido en 1874.

## Reinado

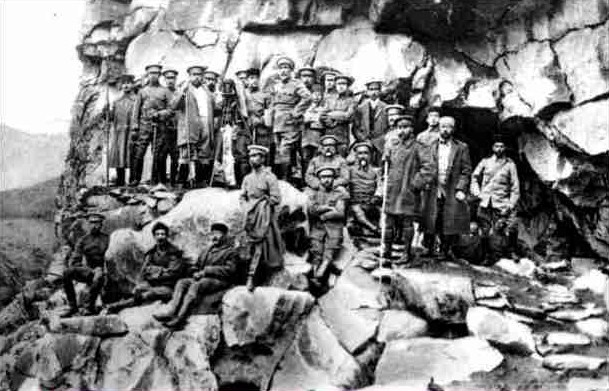
El rey Habibulá Khan con soldados afganos.

A la muerte de su padre Abdur Rahman Khan el 1 de octubre de 1901, Habibulá le sucedió por derecho de primogenitura.
Habibulá era un gobernante relativamente reformista que intentó modernizar su país. Durante su reinado trabajó para llevar la medicina moderna y otras tecnologías a Afganistán. En 1903, Habibulá fundó la Escuela Secundaria de Habibia y una academia militar. También trabajó para implementar reformas progresivas en su país. Instituyó varias reformas legales y derogó muchas de las sanciones penales más severas. Pero uno de sus principales asesores, Abdul Lateef, fue condenado a muerte en 1903 por apostasía. Fue apedreado hasta la muerte en Kabul. Otras reformas incluyeron el desmantelamiento de la organización represiva de inteligencia interna que había sido establecida por su padre. 

### Rebelión fantasma
En mayo de 1912, Habibulá enfrentó la única crisis en su carrera cuando estalló una rebelión en Jost dirigida por Jehandad Khan, un reclamante rival al trono afgano, conocida como la rebelión de Jost, Esta rebelión terminó en agosto de ese mismo año, cuando los rebeldes recibieron concesiones del gobierno afgano.

### Primera Guerra Mundial
Habibulá mantuvo la neutralidad del país en la Primera Guerra Mundial, a pesar de los arduos esfuerzos del Sultán del Imperio Otomano y una misión militar alemana (Expedición Niedermayer-Hentig) para alistar a Afganistán de su lado. También redujo considerablemente las tensiones con la India británica, firmó un tratado de amistad en 1905 y realizó una visita oficial de estado en 1907. Mientras estuvo en India, fue iniciado en la masonería, en el Lodge Concordia, Nro.. 3102.

## Muerte
Habibulá fue asesinado durante un viaje de caza en la provincia de Lagmán el 20 de febrero de 1919. Su asesinato fue llevado a cabo por Mustafa Seghir, un espía indio, empleado por Gran Bretaña. Seghir fue nuevamente contratado por Gran Bretaña para asesinar a Mustafa Kemal Ataturk. Fue arrestado en Ankara y confesó que recibió un salario regular de los británicos. Fue ahorcado hasta la muerte. El hermano de Habibulá, Nasrullah Khan, lo sucedió brevemente como Emir y mantuvo el poder durante una semana entre el 21 de febrero y el 28 de febrero de 1919, antes de ser expulsado y encarcelado por Amanulá Khan, el tercer hijo de Habibulá. Esto ocurrió unos meses antes de la tercera guerra anglo-afgana.

## Títulos y tratamientos
Esta tabla aún no está actualizada. Puedes contribuir aportando información sobre títulos y tratamientos de esta persona.

## Honores
- Caballero Gran Cruz de la Orden de San Miguel y San Jorge (GCMG) - 1896.
- Caballero Gran Cruz de la Orden del Baño (GCB) - 1907.[9]